# Gras (Ardèche)
Gras – miejscowość i gmina we Francji, w regionie Owernia-Rodan-Alpy, w departamencie Ardèche.
Według danych na rok 1990 gminę zamieszkiwało 317 osób, a gęstość zaludnienia wynosiła 6 osób/km² (wśród 2880 gmin regionu Rodan-Alpy Gras plasuje się na 1313. miejscu pod względem liczby ludności, natomiast pod względem powierzchni na miejscu 55.).

## Galeria

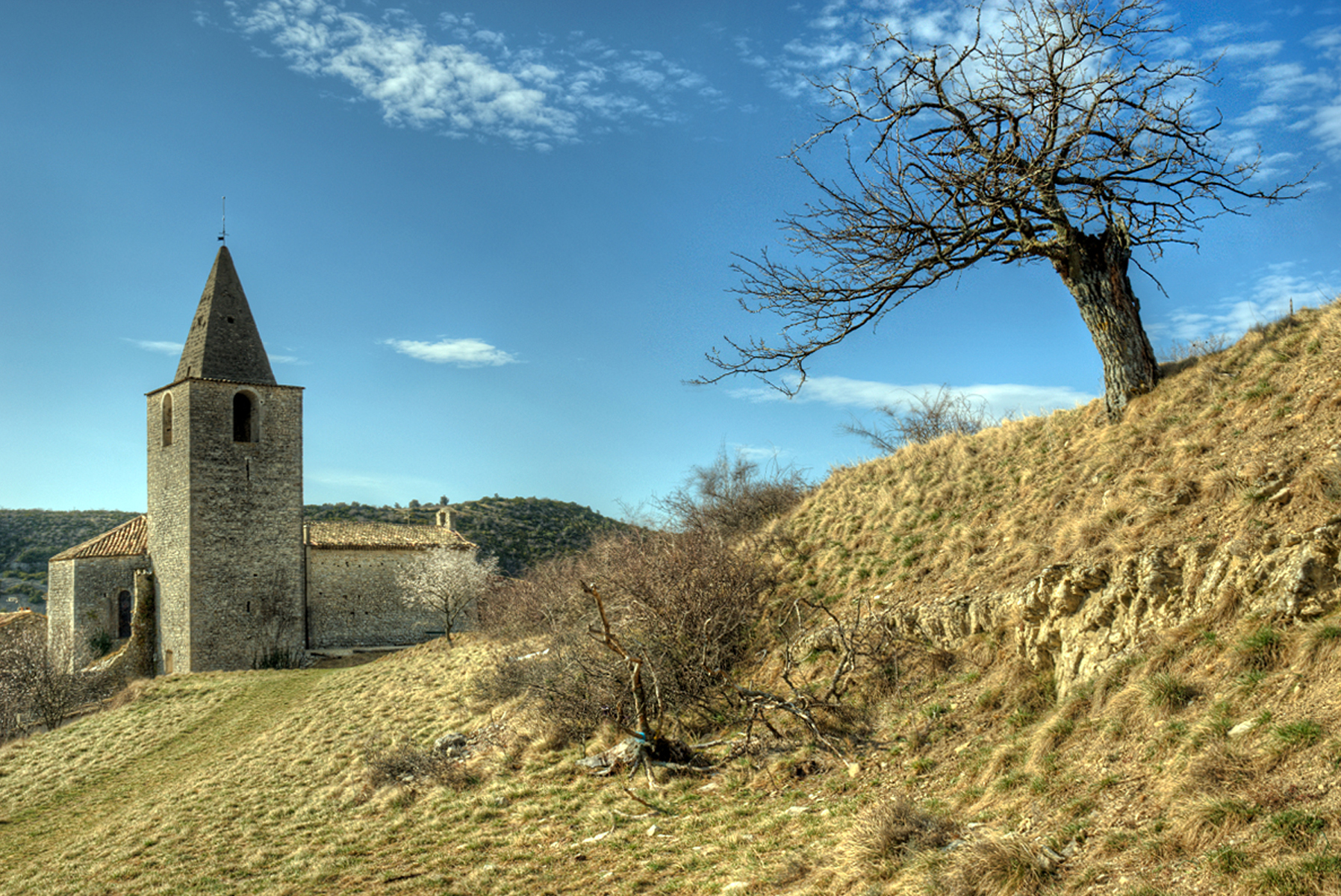
Kościół Matki Bożej Wniebowziętej (2012)
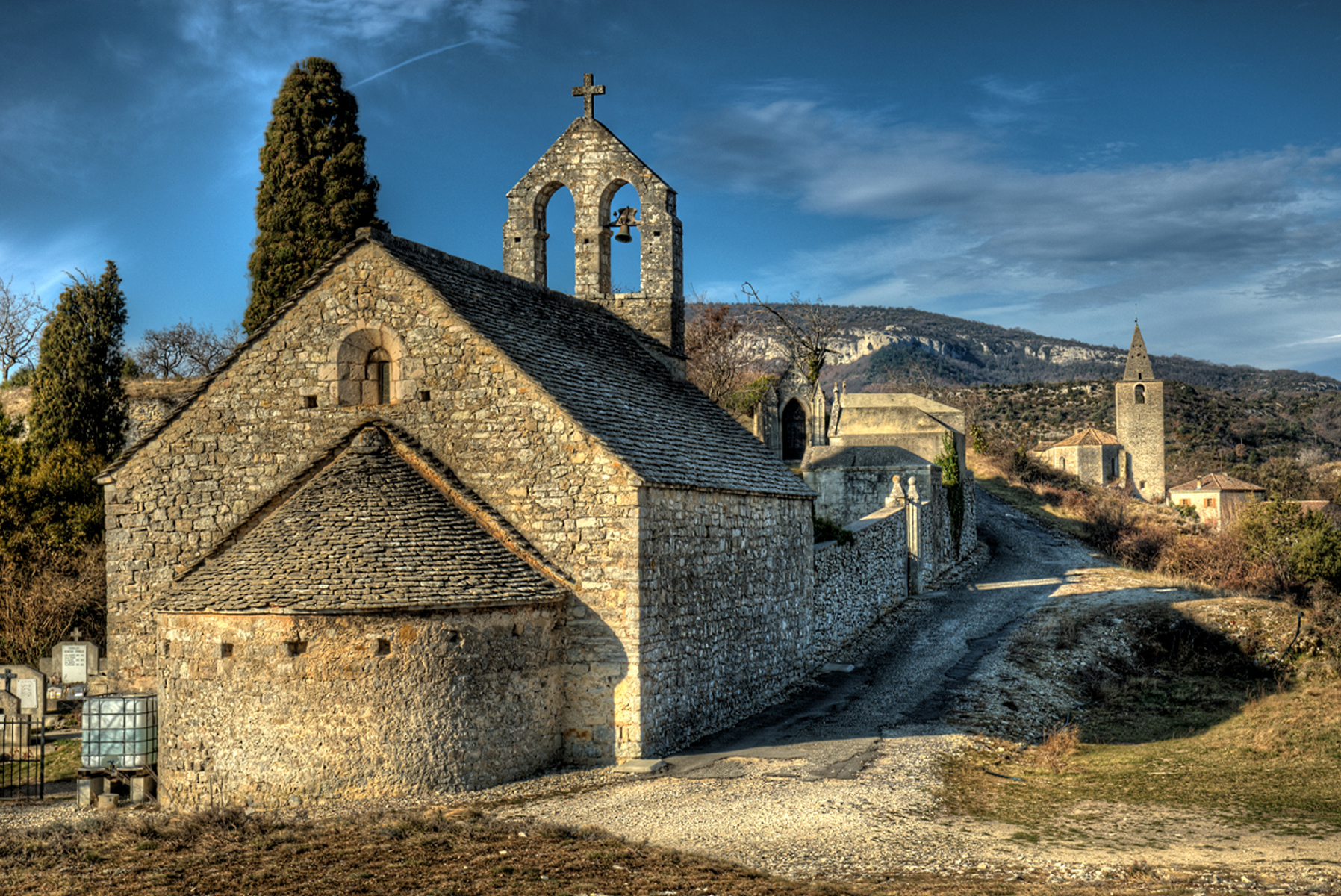
Kaplica św. Błażeja (2012)